# Stefan Jacek Dembiński
Stefan Jacek Dembiński (ur. 30 września 1887 w Nowym Siole, zm. 27 marca 1972 w Londynie) – generał brygady Wojska Polskiego, kawaler Orderu Virtuti Militari, w 1964 mianowany przez prezydenta RP na uchodźstwie generałem dywizji.

## Życiorys
Urodził się 30 września 1887 w Nowym Siole, w powiecie cieszanowskim Królestwa Galicji i Lodomerii, w rodzinie Leona Augusta i Michaliny z Ostoja-Wadowskich. Ukończył cztery klasy Niższej Szkoły Realnej Wojskowej w Koszycach (1897–1901) i trzy klasy Wyższej Szkoły Realnej Wojskowej w Hranicach (1901–1904) oraz Terezjańską Akademię Wojskową w Wiener Neustadt (1904–1907). 18 sierpnia 1907 został mianowany podporucznikiem ze starszeństwem z 1 września 1906 i wcielony do 1 pułku ułanów we Lwowie. 15 sierpnia 1911 został odkomenderowany do Wojskowego Instytutu Instruktorów Jazdy Konnej, w charakterze frekwentanta. Na stopień nadporucznika awansował ze starszeństwem z 1 listopada 1912 i 32. lokatą. W 1913 wziął udział w zawodach hippicznych. Walczył na frontach I wojny światowej jako oficer ordynansowy w sztabie 4 Dywizji Kawalerii (od 1 sierpnia 1914) oraz dowódca szwadronu i dywizjonu 1 pułku ułanów (od 1 lipca 1915). Na rotmistrza awansował ze starszeństwem z 1 lutego 1916 i 30. lokatą. Od 20 sierpnia 1916 przebywał w szpitalu, a następnie w Kadrze pułku. Od 20 lutego 1917 ponownie dowodził szwadronem na froncie. Od 1 maja 1918 w szpitalu, a później w Kadrze pułku. Od 20 sierpnia 1918 znów dowodził szwadronem i dywizjonem na froncie.
W Wojsku Polskim od 1 listopada 1918 dowódca Rezerwy Obrony Lwowa. Od 24 listopada 1918 dowódca dywizjonu 8 pułku ułanów, a od 21 stycznia do 1 sierpnia 1919 dowódca samodzielnego dywizjonu 8 puł. w Grupie „Wołyń”. 19 stycznia 1919 został formalnie przyjęty do Wojska Polskiego z dniem 1 listopada 1918 i zatwierdzeniem posiadanego stopnia rotmistrza oraz przydziałem do 8 pułku ułanów. Od 1 września 1919 instruktor jazdy konnej w Szkole Oficerów Jazdy w Przemyślu. 1 maja 1920 został przydzielony do Grupy Olimpijskiej w Warszawie. Od lipca 1920 dowodził 9 pułkiem ułanów. 15 lipca 1920 został zatwierdzony z dniem 1 kwietnia 1920 w stopniu majora, w kawalerii, w grupie oficerów byłej armii austro-węgierskiej. Z dowództwa 9 pułku ułanów został zwolniony na własne żądanie z powodów rodzinnych. 
27 lutego 1921 został przeniesiony z 214 puł. do 18 pułku ułanów na stanowisko zastępcy dowódcy pułku. 22 marca 1921 powierzono mu tymczasowo dowództwo pułku. 3 maja 1922 zweryfikowany został w stopniu podpułkownika ze starszeństwem z dniem 1 czerwca 1919 w korpusie oficerów jazdy. 15 maja 1923 roku został przesunięty na stanowisko dowódcy 18 pułku ułanów. 25 września 1925 wskutek upadku z konia doznał wstrząśnienia mózgu i ogólnych potłuczeń. Do 4 października leczył się w Sanatorium Św. Elżbiety w Poznaniu, a następnie przebywał na urlopie zdrowotnym do 15 listopada tego roku. Od 2 października 1925 obowiązki dowódcy pułku łączył z pełnieniem obowiązków dowódcy XV Brygady Kawalerii w Grudziądzu. Z dniem 1 kwietnia 1926 został przeniesiony służbowo na trzymiesięczny kurs doszkolenia sztabowych oficerów kawalerii w Obozie Szkolnym Kawalerii w Grudziądzu.
1 stycznia 1928 roku awansowany został na pułkownika ze starszeństwem z dniem 1 stycznia 1928 i 3. lokatą w korpusie oficerów kawalerii. 28 stycznia 1928 ogłoszono jego przeniesienie do 8 pułku ułanów w Krakowie na stanowisko dowódcy pułku. Z dniem 3 lutego tego roku został przeniesiony służbowo na trzymiesięczny III unifikacyjny kurs dowódców pułków w Doświadczalnym Centrum Wyszkolenia w Rembertowie. 15 maja 1928 przybył do Krakowa i objął dowództwo pułku. Od grudnia 1929 roku równocześnie pełnił obowiązki dowódcy 5 Samodzielnej Brygady Kawalerii w Krakowie. 31 marca 1930 roku został mianowany dowódcą XII Brygady Kawalerii w Ostrołęce. W międzyczasie, od 6 grudnia 1930 roku do 31 lipca 1931 roku, był słuchaczem V Kursu Centrum Wyższych Studiów Wojskowych w Warszawie. Z końcem 1932 przeniesiony został na stanowisko kierownika Wojskowego Zakładu Remontu Koni w Warszawie. Od grudnia 1934 roku do września 1939 roku był dowódcą Taborów i szefem Remontów w Ministerstwie Spraw Wojskowych. Na stopień generała brygady został mianowany ze starszeństwem z 19 marca 1938 i 6. lokatą w korpusie generałów. 10 września 1939 roku został mianowany dowódcą Grupy „Stryj”, z zadaniem obrony przyczółka na Dniestrze. Po napaści sowieckiej na czele swych oddziałów przeszedł na Węgry.
Po kampanii wrześniowej do kwietnia 1940 przedstawiciel Naczelnego Wodza na Węgrzech. Zorganizował tam system opieki nad żołnierzami i ich przerzut do Francji. Wykorzystywał tam znane nazwisko gen. Henryka Dembińskiego, bohatera Węgier. W kwietniu 1940 na skutek nacisków Niemców wyjechał do Francji. Maj–czerwiec 1940 szef Wydziału Kawalerii Ministerstwa Spraw Wojskowych w Paryżu. Po klęsce Francji wyjechał do Szkocji. Od czerwca 1940 roku do listopada 1941 roku był komendantem Stacji Zbornej Oficerów Rothesay na wyspie Bute w Szkocji. Od 6 listopada 1941 do demobilizacji szef Gabinetu Wojskowego Prezydenta Rzeczypospolitej w Londynie. Po demobilizacji pozostał na tym stanowisku. Osiadł w Londynie, gdzie mieszkał już do końca życia. 11 listopada 1964 Prezydent RP na uchodźstwie August Zaleski awansował go na generała dywizji. W latach 1964–1966 był prezesem Zrzeszenia Kół Pułków Kawalerii w Wielkiej Brytanii. Do 15 września 1969 był ministrem obrony narodowej w rządzie Aleksandra Zawiszy. Został pochowany na Cmentarzu South Ealing w Londynie (8 CBB).
Był żonaty z Marią Plewkiewicz, z którą miał córkę Antoninę Marię (ur. 16 lipca 1923) i syna Macieja Jerzego (ur. 15 marca 1926).

## Ordery i odznaczenia

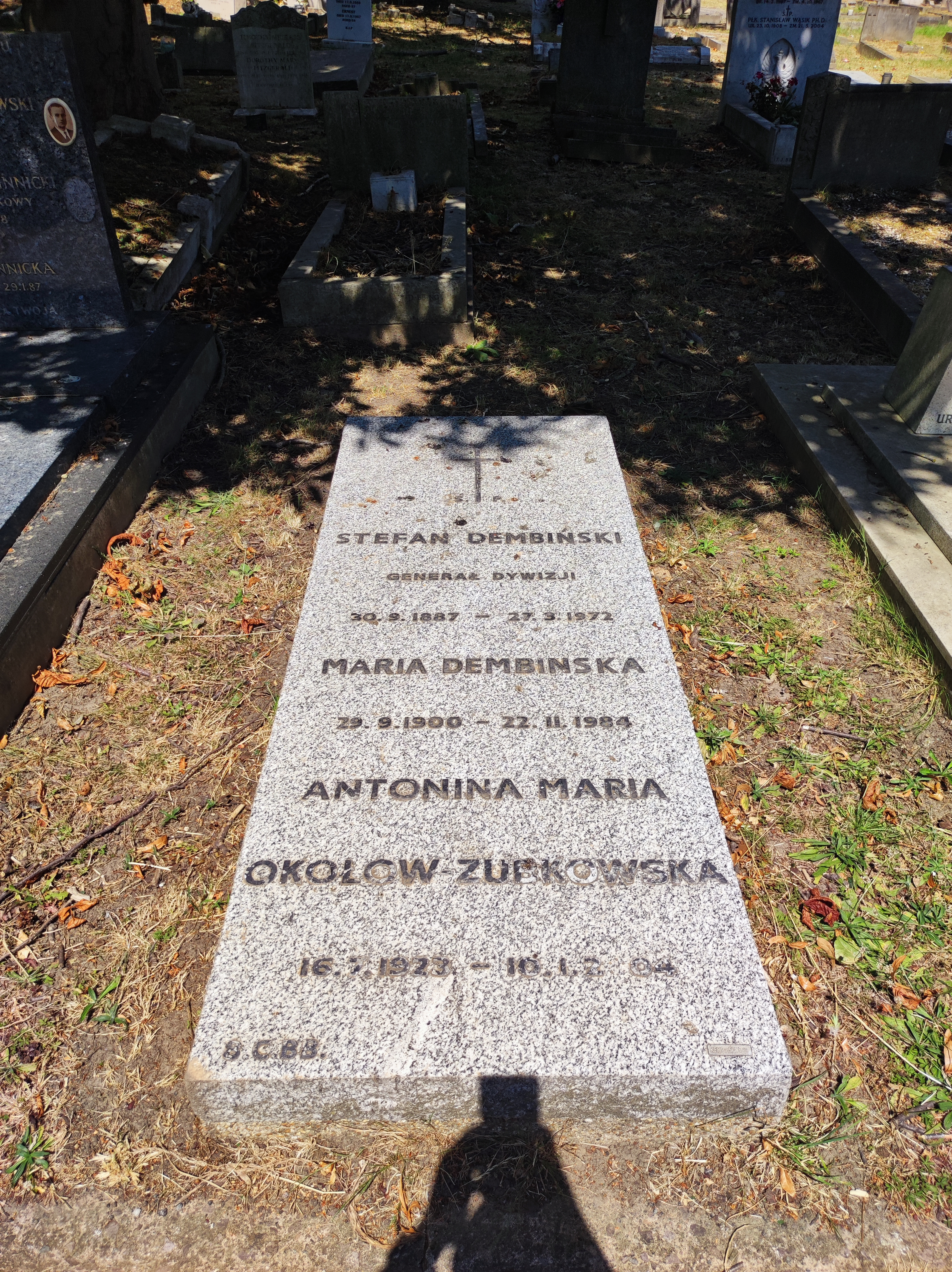
Grób Stefana Dembińskiego

- Krzyż Srebrny Orderu Wojskowego Virtuti Militari nr 2957 – 1921[39]
- Wielka Wstęga Orderu Odrodzenia Polski – 11 listopada 1966[40]
- Krzyż Oficerski Orderu Odrodzenia Polski – 9 listopada 1931 „za zasługi na polu organizacji i wyszkolenia wojska”[41][42]
- Krzyż Walecznych czterokrotnie nr 19190[43] (po raz 2, 3 i 4 w 1921[44])
- Złoty Krzyż Zasługi – 24 maja 1929 „za zasługi na polu pracy niepodległościowej i organizacji wojska”[45][46]
- Medal Pamiątkowy za Wojnę 1918–1921 – 8 listopada 1928[47][4]
- Medal Dziesięciolecia Odzyskanej Niepodległości – 17 listopada 1928[48][4]
- Państwowa Odznaka Sportowa III klasy[49]
- Krzyż Komandorski bułgarskiego Orderu Zasługi Wojskowej
- Krzyż Oficerski Orderu Legii Honorowej[4]

W czasie służby w c. i k. Armii otrzymał:
- Krzyż Zasługi Wojskowej 3 klasy z dekoracją wojenną i mieczami[1] – 17 czerwca 1916[10]
- Srebrny Medal Zasługi Wojskowej z mieczami na wstążce Krzyża Zasługi Wojskowej[1]
- Brązowy Medal Zasługi Wojskowej z mieczami na wstążce Krzyża Zasługi Wojskowej[1]
- Krzyż Wojskowy Karola[1] – 17 czerwca 1917[10]
- Krzyż Jubileuszowy Wojskowy[1] – 2 grudnia 1908[7]
- Krzyż Pamiątkowy Mobilizacji 1912–1913[1] – 12 lipca 1913[7]